# Europa da się lubić
Europa da się lubić (w 2019 – Europa da się lubić – 15 lat później) – polski talk-show prowadzony przez Monikę Richardson emitowany na antenie TVP2 od 16 lutego 2003 do 21 czerwca 2008 oraz od 27 kwietnia 2019 do 8 czerwca 2019, oparty na francuskim formacie Union Libre (emitowanym w latach 1998–2002 na kanale France 2).
W 2019 Telewizja Polska podjęła decyzję o nagraniu specjalnej edycji programu z okazji 15-lecia wstąpienia Polski do Unii Europejskiej, natomiast premiera odbyła się 27 kwietnia.

## Opis programu
Do studia zapraszani byli obcokrajowcy mieszkający w Polsce oraz gość specjalny. Obcokrajowcy wypowiadali się o zwyczajach w swojej ojczyźnie w ramach tematu danego odcinka. Program miał charakter rozrywkowy, zdobył popularność wśród telewidzów TVP2, przyczynił się też do wypromowania kilku celebrytów.
Nazwę programu wymyślił Wojciech Mazurkiewicz. Scenariusz programu inspirowany był widowiskiem Tour de Maryla realizowanym w 2001 dla TVP przez Marylę Rodowicz.
Do pierwszej edycji piosenkę tytułową „Europo, witaj nam” do tekstu Jacka Cygana do melodii opartej na utworze „Dla Elizy” Ludwiga van Beethovena nagrał Krzysztof Krawczyk, która była wykorzystywana jako motyw przewodni programu przez kolejne sześć sezonów. W siódmej odsłonie posłużono się tym samym utworem (ze zmienionym tekstem), a jego wykonawcą został Marcin Sójka.

## Spis serii
| Seria                                | Sezon       | Odcinki      | Pierwszy odcinek | Ostatni odcinek  | Średnia oglądalność |
| ------------------------------------ | ----------- | ------------ | ---------------- | ---------------- | ------------------- |
| Europa da się lubić                  |             |              |                  |                  |                     |
| 1.                                   | wiosna 2003 | 1–8 (8)      | 16 lutego 2003   | 1 czerwca 2003   | bd.                 |
| 2.                                   | 2003/2004   | 9–26 (18)    | 20 września 2003 | 24 kwietnia 2004 | bd.                 |
| 3.                                   | 2004/2005   | 27–56 (28)   | 12 września 2004 | 26 czerwca 2005  | 7 mln               |
| 4.                                   | 2005/2006   | 57–89 (33)   | 11 września 2005 | 18 czerwca 2006  | bd.                 |
| 5.                                   | 2006/2007   | 90–116 (27)  | 9 września 2006  | 23 czerwca 2007  | bd.                 |
| 6.                                   | 2007/2008   | 117–144 (28) | 15 września 2007 | 21 czerwca 2008  | 2,78 mln            |
| Europa da się lubić – 15 lat później |             |              |                  |                  |                     |
| 7.                                   | wiosna 2019 | 145–151 (7)  | 27 kwietnia 2019 | 8 czerwca 2019   | 1,50 mln            |

## Uczestnicy programu(alfabetycznie)

### Kevin Aiston
Strażak pochodzący z Wielkiej Brytanii. Urodził się w Londynie 25 maja 1969. W 1991 przyjechał do Polski. Zagrał strażaka Sama w serialu Na dobre i na złe. Wraz ze Steffenem Möllerem otrzymał Telekamerę 2004 w kategorii Rozrywka.

### Paolo Cozza
Włoski przedsiębiorca w branży motoryzacyjnej. Urodzony w 1963, z wykształcenia prawnik, od 1996 mieszkający w Polsce. Wystąpił w trzeciej edycji programu Taniec z gwiazdami. Do 2008 był bohaterem łącznie 72 odcinków programu, najwięcej spośród wszystkich obcokrajowców.

### Elisabeth Duda
Aktorka i konferansjerka. Urodziła się 16 grudnia 1979 we Francji. W lipcu 2004 ukończyła studia na Wydziale Aktorskim PWSFTVIT w Łodzi. W 2008 wzięła udział w siódmej edycji Tańca z gwiazdami.

### Toni Hyyryläinen
Pochodzi z Finlandii, jest synem Fina i Polki. Żonaty. Wystąpił w reklamie Nordea Bank.

### Martina Karlová
Ekonomistka z Czech. Pochodzi z małej miejscowości pod Pilznem. Pracuje w firmie kosmetycznej Sephora.

### Conrado Moreno
Urodził się w Madrycie 22 listopada 1981. Studiował stosunki międzynarodowe na Collegium Civitas. Jesienią 2005 uczestniczył w drugiej edycji Tańca z gwiazdami.

### Steffen Möller
Niemiecki aktor i kabareciarz. Znany z roli Stefana Müllera w serialu M jak miłość oraz z prowadzenia pierwszej edycji programu TVP2 Załóż się. Wraz z Kevinem Aistonem otrzymał Telekamerę 2004 w kategorii Rozrywka.

### Dmitrij Strelnikoff
Rosyjski pisarz, poeta, fotografik, zoolog, podróżnik, dziennikarz, aktor i muzyk.

### Steve Terret
Prawnik z Liverpoolu. Ukończył studia doktoranckie, był wykładowcą na Uniwersytecie w Cambridge, następnie został wykładowcą prawa na Uniwersytecie Warszawskim. Żonaty z Katarzyną.

### Theofilos Wafidis
Grecki kucharz i restaurator, szef kuchni sieci restauracji Restauracje Świata, członek Kapituły Klubu Szefów Kuchni.

### Pozostali(według krajów)
| Gruzja: - Aida Kosojan Austria: - Eric Meierhofer - Reinhold Utri Białoruś: - Elena Isakowa – wokalistka, kompozytorka, projektantka ubioru - Natasza Pawłuczenko – projektantka mody Bułgaria: - Elena Kadiewa-Dobrzańska - Teohar Mołow Belgia: - Jan van der Moren - Bart Pszczoła Brazylia: - Andre Mafra Czechy: - Gabi Gold – (ur. 1973 w Hawierzowie) – wokalistka - Andrea Kobielska – stewardesa - Jan Melichar - Ivana Bílková Dania: - Ewa Ciepłoch - Henrik Hjortholm - Bianca Liberski - Roxana Lichtman – projektantka mody Egipt: - Magda El Bayoumi Finlandia: - Tarja Järvinen - Maria Onniki - Sonja Nitecki Francja: - Olivier Boudon – szef kuchni - Philippe Brzoska - Nathalie Kretkowski - Amanda Ligeza - Benjamin Lindsay – menedżer, ur. 1974 - Laurent Mazurek - Jerry Meijer – (ur. 5 sierpnia 1980) w Neuilly-sur-Seine. Syn Polaka i Wenezuelki. Ukończył handel międzynarodowy na Uniwersytecie Cergy. Z rodziny m.in. Kazimierza Meÿera, założyciela Centralnych Warsztatów Samochodowych, Michała Meyera (jego kuzyn), i Jerzego Mara-Meÿera (jego dziadek). Zamieszkał w Litwie. - Virginie Memeteau - Caroline Miara - Marc Schmitz - Frank Zitarosa - David Gaboriaud Ghana: - Daniel Oware Hiszpania: - Benito León Alonso - Cristina Fanego - Montse Gras - Montserrat Gras Graupera – trener łyżwiarstwa figurowego - Joanna Sanchez - Juan Antonio Godoy Vares – prawnik Holandia: - Dick Bank - Ingrid Houtappel - Tamara Aagten-Margol - Frank Meeus Japonia: - Jacek Wan – dziennikarz Kazachstan: - Balli Marzec Litwa: - Olga Ožarenkova - Rasa Rimickaitė Malta: - Mario Cordina – przewodnik turystyczny Niemcy: - Malina Ebert - Bettina Lexow - Björgulf Meyer - Mateusz Weis-Banaszczyk Norwegia: - Mario Markoc | Portugalia: - Sonia Cristina Margarida da Costa Rodrigues Espada da Fonseca – inżynier budownictwa Rosja: - Irina Bogdanowicz – w 1997 ukończyła z wyróżnieniem Konserwatorium Moskiewskie – Wydział Dyrygentury Chóralnej oraz Wydział Pianistyki Akademii Muzycznej w Jekaterynburgu. W 1994 otrzymała pierwszą nagrodę Ogólnorosyjskiego Studenckiego Festiwalu Pianistycznego we Włodimierzu. W 1997 otrzymała dyplom Konkursu Młodych Pianistów im. F. Chopina w Nowym Sadzie w Jugosławii. Od 1999 mieszka w Warszawie. Z Chórem Akademickim UW współpracuje od 1999, początkowo jako asystent dyrygenta. W maju 2002 wygrała konkurs na stanowisko kierownika artystycznego zespołu. Skomponowała muzykę do filmu animowanego pt. „Świteź”. - Lena Iwanowa - Walentina Jałocha - Misza Hairulin – urodzony 10 lutego 1971 w Kuzniecku. Od 1997 występował wraz z zespołem muzycznym w programie TVN Maraton Uśmiechu. Jako kompozytor ma na koncie muzykę do trzech filmów, w tym do Testosteronu Tomasza Koneckiego i Andrzeja Saramonowicza. - Anna Penconek - Marianna Płakujewa Serbia: - Dragan Skrobić Słowacja: - Rudolf Mackovič Słowenia: - Mojca Tirš Stany Zjednoczone: - Dena Gurgul - Phil Goss – prezenter TVN Lingua - Glen Gregory Syria: - Jasmin Mazloum Szwajcaria: - Matthias Frank Szwecja: - Agnetha Brandin - Magdalena Godlewska - Cecilia Gonning - Anna Jorgensen - Robert Laskowski - Ola Niezwiestny - Katarina Stoltz Ukraina: - Irena Opałko - Larysa Zujewycz-Maciejewska - Ludmiła Pitylak Węgry: - Attila Farkas - Margith Handl - Oliver Hardy - Zoltán Károlyi - Judith Lencse Wielka Brytania: - Barbara Dudzik - Urszula Gacek - Mark Kurpiel Włochy: - Luca Ali - Pier Vanni Allegranza - Antonio Angotti - Donato Berchicci - Marco Bocchino (ur. 1974 w Savonie) – włoski piosenkarz, od 1997 mieszkający w Polsce. - Marco Cammi - Vito Casetti (ur. 18 czerwca 1969), reporter programu telewizji TVN pt. Dzień dobry TVN. - Raffaele Derosa - Liliana de Maria – farmaceutka - Ermanno Martini - Barbara Quirino - Stefano Simoni - Calogero Sollami - Fausto Corticelli |